# Aim and Ignite
Aim and Ignite — дебютный студийный альбом американской инди-поп-группы fun. Релиз альбома состоялся на лейбле Nettwerk 25 августа 2009 года. Альбом включает в себя два бонусных трека, которые являются переработанными версиями песен с компакт-дисков, и два ремикса.
Название альбома отсылает к строчке из песни «Light a Roman Candle with Me». Альбом был записан на Appletree Studios.

## Подготовка
4 февраля 2008 года американская рок-группа «The Format» объявила о своём распаде. Вскоре после этого вокалист и основатель группы Нейт Рюсс связался с двумя музыкантами — участником группы «Steel Train» Джеком Антоноффом и участником группы «Anathallo» Эндрю Достом. Вместе они создали группу «fun.» и отправились в студию со своим продюсером Стивеном Шейном Макдональдом.

## Сочинение
Альбом был описан порталом AbsolutePunk «таким, каким поп-альбом должен звучать» и «самым существенным поп-альбомом 2009 года». Allmusic сравнил новоиспечённое трио с такими группами, как «Queen» и «Electric Light Orchestra». Также говорилось следующее: «Здесь были использованы прежние трюки „The Format“, такие, как чёткие гудки и сложные созвучия.»

## Реакция
Aim and Ignite был встречен критиками с одобрением. Дрю Берринджер из AbsolutePunk.net похвалил альбом, назвав его «наиболее существенным поп-альбомом 2009 года». Портал Allmusic назвал альбом «в лучшем возможном случае прогрессивным» и восхищался текстами Рюсса за «исследование больших истин жизни…с остроумным подходом, сохраняющим в бурлящих весельем песнях позитивную ноту». Дэйв де Сильвия из Sputnikmusic заявил: «Aim and Ignite не самый последовательный поп-альбом», но в конечном счёте он оценил альбом как «великолепно микшированный и выстроенный альбом, сделанный музыкантами, которые чётко осознают рамки и потенциал поп-музыки».
Эстелла Ханг из Pop Matters была менее впечатлена альбомом. Она похвалила песни «Be Calm» и «The Gambler», но раскритиковала тексты и производство первых песен альбома. Она заключила, что пока Aim and Ignite «мягко говоря, довольно оригинален», он «не дотягивает до последнего релиза „The Format“».
Альбом занял 26 место в списке 50 лучших альбомов 2009 года, составленном порталом Sputnikmusic.ru.

## Список композиций
Все композиции написаны Нейтом Рюссом, Джеком Антоноффом, Эндрю Достом и Сэмом Минсом, за исключением указанных случаев.
| №   | Название                                    | Длительность |
| --- | ------------------------------------------- | ------------ |
| 1.  | «Be Calm»                                   | 4:10         |
| 2.  | «Benson Hedges»                             | 4:00         |
| 3.  | «All the Pretty Girls»                      | 3:23         |
| 4.  | «I Wanna Be The One»                        | 3:37         |
| 5.  | «At Least I'm Not as Sad (As I Used to Be)» | 4:07         |
| 6.  | «Light a Roman Candle With Me»              | 3:05         |
| 7.  | «Walking the Dog»                           | 3:41         |
| 8.  | «Barlights»                                 | 4:18         |
| 9.  | «The Gambler»                               | 4:12         |
| 10. | «Take Your Time (Coming Home)»              | 7:52         |

| №  | Название                              | Длительность |
| -- | ------------------------------------- | ------------ |
| 1. | «Stitch Me Up» (Рюсс, Антонофф, Дост) | 4:05         |
| 2. | «Walking the Dog II»                  | 4:31         |
| 3. | «Take Your Time (Acoustic)»           | 3:57         |
| 4. | «Walking the Dog (RAC Mix)»           | 4:30         |
| 5. | «All the Pretty Girls (RAC Mix)»      | 4:25         |

| №  | Название            | Длительность |
| -- | ------------------- | ------------ |
| 1. | «Jumping the Shark» |              |

## Музыканты

### fun.
- Нейт Рюсс — основной вокал, бэк-вокал
- Джек Антонофф — вокал, гитара, барабаны, ударные
- Эндрю Дост — гитара, фортепиано, терменвокс, ударные, клавишные, флюгельгорн, труба, синтезатор, глокеншпиль, вокал

#### Сессионные музыканты
- Джейсон Тор — тромбон (4, 6, 8)
- Double G — саксофон (5, 8)
- Лара Уайкс — гобой (4)
- Фил Парлапиано — аккордеон (1)
- Майк Уитсон — альт (5, 6, 9)
- Айна Уитсон — скрипка (5, 6, 9)
- Тимоти Лу — виолончель (5, 6, 9)
- Ванесса Фрибейм-Смит — виолончель (1, 2, 4, 6)
- Нил Хаммонд — скрипка, альт (1-6, 9)
- Джон О’Райли — барабаны (1-6, 8, 10)
- Стивен Макдональд — большой барабан (1, 3-8, 10)
- Роджер Джозеф Маннинг-младший — каллиопа (1)
- Кристофер Баутиста — труба (1, 8)
- Конни Корн — вокал (2, 8, 10)
- Карен Миллс — вокал (2, 8, 10)
- Айда Рельм — вокал (2, 8, 10)
- Анна Уэйронкер — вокал (1, 5)
- Рэйчел Антонофф — вокал (1, 4, 5)
- Стивен Шейн Макдональд — вокал (4, 10)

## Места в чартах
| Чарт (2009)                       | Высшая позиция |
| --------------------------------- | -------------- |
| US Billboard 200                  | 71             |
| US Alternative Albums (Billboard) | 20             |
| US Digital Albums (Billboard)     | 24             |
| US Rock Albums (Billboard)        | 23             |
| US Tastemaker Albums (Billboard)  | 3              |